# Muntanyes de Jashpur
Les muntanyes de Jashpur són una serralada muntanyosa avui a Chhattisgarh, a l'est del districte de Jashpur, estenent-se cap a Jharkhand.
Les principals elevacions són:
- Ranijula, 1.093 metres a 22° 59′ 45″ N, 83° 38′ 00″ E / 22.99583°N,83.63333°E
- Kohiar, 1.051 metres
- Bharamurio, 1.050 metres
- Chipli, 1.023 metres
- Laiongbir, 1.021 metres
- Bhusmnga, 1.018 metres
- Talora, 1.010 metres
- Dulum, 1.007 metres
- Garh, 1.001 metres
- Dhasma, 999 metres